# Saint-Benin
Saint-Benin är en kommun i departementet Nord i regionen Hauts-de-France i norra Frankrike. Kommunen ligger i kantonen Le Cateau-Cambrésis som tillhör arrondissementet Cambrai. År 2022 hade Saint-Benin 341 invånare.

## Befolkningsutveckling
Antalet invånare i kommunen Saint-Benin
| Referens: INSEE |